# Neck (Wormerland)

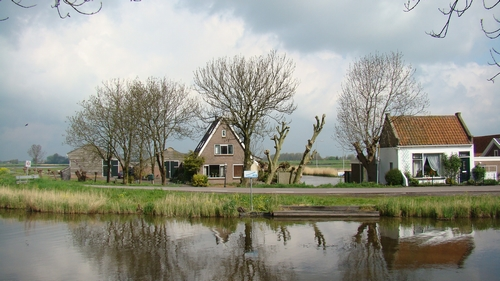
Teilansicht des Ortes

Neck ist eine Siedlung im Ortsteil Wijdewormer der Gemeinde Wormerland in der niederländischen Provinz Noord-Holland.

## Geographie
Der Ort liegt im äußersten Nordosten eines Polders mit dem Namen De Wijde Wormer und drei Kilometer westlich der Stadt Purmerend. Kleinere Teile der Siedlung liegen östlich vom Hauptort, jenseits vom Ringdeich des Polders und südlich vom Nordhollandkanal.

## Geschichte
Ursprünglich bezeichnete der Name des Ortes einen Landstreifen zwischen zwei Binnenseen, dem Beemster- und dem Wormermeer, der sich östlich vom Ringdeich anschließt. Auf dieser Landzunge hat sich bereits im zwölften Jahrhundert ein Dorf mit dem Namen Nek befunden. Bis 1582 gehörte dieser Ort zur Stadt und vormaligen hogen of vrijen Heerlijkheid von Purmerend en Purmerland.
Der Polder, auf dem der überwiegende Teil der heutigen Siedlung liegt, wurde im Jahr 1626 trockengelegt.
1812 kam der Ort zur Gemeinde Jisp, 1817 wurde er ein Teil der Gemeinde Wijdewormer und diese ging 1991 in der neu gegründeten Gemeinde Wormerland auf.